# Гендерна сліпота

Фіолетове коло, часто використовується як символ гендерної нейтральності та гендерної сліпоти

Гендерна сліпота чи статева сліпота ― це практика свідомого або неусвідомлюваного ігнорування гендеру як важливого чинника взаємодії між людьми. Має місце в усіх галузях суспільного життя: в освіті, бізнесі, законодавстві тощо. Пропаганда ідеї гендерної нейтральності набрала досить помітних форм в суспільному житті Сполучених Штатів, Канади, Великої Британії тощо від середини XX століття. Втім, в Україні про це відомо мало.

## В освіті
Гендерна сліпота в школах спрямована на ігнорування гендерних відмінностей учнів та учениць, що створює несподівані нові форми підґрунтя для посилення традиційно наявної гендерної нерівності.
Національна студентська кампанія з питання гендерної сліпоти, заснована в США у 2006 р., висловилася на користь гендерно нейтрального житла в університетському містечку для кращого обслуговування студентів-геїв, лесбійок, бісексуалів, трансгендерів та інтерсексуалів.

## В охороні здоров'я
В деяких країнах, до прикладу, у Великій Британії та Канаді, практикувалися лікарняні палати, не розділені за статтю, що мало суперечливі наслідки. Міністр охорони здоров'я Манітоби Тереза Освальд проводила активну кампанію проти таких приміщень, заявляючи, що якщо людство здатне «посадити ракету на Місяць», то воно спроможеться й знайти спосіб задовольнити запит на окремі палати для чоловіків та жінок. Велика Британія повністю згорнула утримання таких приміщень до 2010 року.
Дехто з західних медичних етиків критикує повернення до практики одностатевих лікарняних палат. Наприклад, Джейкоб М. Еппел, що пропагує змішані лікарняні палати у Сполучених Штатах, пише, що протистояння гендерно змішаним лікарняним палатам випливає із «старомодних забобонів», аргументуючи це таким чином: «Оскільки деякі люди були виховані в страху або неприязні ділитися кімнатою з особою протилежної статі або червоніють від перспективи побачити небажану частину тіла, якщо халат розкриється, ми закріплюємо й увічнюємо це упередження в соціальній політиці».

## У законі
Правовий тест на «пересічну особу» піддається критиці через те, що, попри те, що він є гендерно сліпим, він застосовується в деяких сферах юриспруденції, зокрема, у справах за звинуваченнями у сексуальних домаганнях. Сексуальні домагання, яких зазнають жінки, набагато більше нормалізовані та ендемічні, ніж ті, яких зазнають чоловіки. На підставі цього в американській справі Елісон проти Брейді 924 °F.2d 872 (1991) суд постановив, що «стандарт пересічної особи для гендерної сліпоти, як правило, має чоловічу основу і має тенденцію систематично ігнорувати досвід жінок».

## Дослідження
Результати досліджень, проведених щодо організацій, які пропонують послуги, призначені лише для жінок, показали, що 23 % опитаних заявили, що причина базується на нерівності жінок та бажанні подолати цей дисбаланс; 20 % — що простори для жінок сприяють розвитку та розширенню можливостей жінок; 18 % — що вони надають послуги, які не задовольняються послугами унісекс, і які зосереджуються на конкретних потребах жінок.
Дослідження вказують на широку соціальну підтримку варіантів одностатевих послуг. З 1000 опитаних Жіночим ресурсним центром жінок 97 % заявили, що в жінок має бути можливість отримати підтримку лише і саме від жінок, якщо вони стали жертвами сексуального насильства. 57 % зазначили, що вибрали б жіночий тренажерний зал замість змішаного. Одностатеві послуги можуть забезпечити більший комфорт та залучення учасників, які в іншому випадку не брали б участі.